# 門羅 (密歇根州)
門羅（英語：Monroe）是一個位於美國密歇根州門羅縣的城市。根據2010年美國人口普查，該地共人口20733人，而該地的面積約為26.47平方千米。同時該地也是門羅縣的縣治。

## 地理
門羅的座標為41°54′59″N 83°23′52″W / 41.91639°N 83.39778°W，而該地的平均海拔高度為181米（即594英尺）。